# گلادیس آنسلو
 گلادیس آنسلو (انگلیسی: Gladys Anslow؛ زاده ۱۸۹۲ درگذشته ۱۹۶۹) یک فیزیک‌دان بود.